# Atelopus minutulus
Atelopus minutulus — вид отруйних жаб родини Ропухові (Bufonidae).

## Поширення
Вид є ендеміком Колумбії, де зустрічається лише у департаменті Мета. Мешкає у тропічних та субтропічних гірських дощових лісах на висоті 1370–1560 м над рівнем моря.